# Isochromodes terminata
Isochromodes terminata är en fjärilsart som beskrevs av W. Warren 1904. Isochromodes terminata ingår i släktet Isochromodes och familjen mätare. Inga underarter finns listade i Catalogue of Life.